# Premio Josep Maria Folch de novelas para chicos y chicas
El Premio Josep Maria Folch i Torres de novelas para chicos y chicas (en catalán: Premi Josep Maria Folch i Torres de novel·les per a nois i noies) es un premio literario en lengua catalana convocado por Editorial La Galera y la Fundación Enciclopedia Catalana. Al premio pueden optar las novelas originales e inéditas, escritas en catalán, y destinadas a lectores entre los 9 y los 11 años. Su entrega se produce durante la Nit literària de Santa Llúcia, también llamada la Festa de les Lletres Catalanes durante el mes de diciembre y tiene una dotación de 6.000 euros.

## Galardonados
- 1964 - Montserrat Mussons Artigas, por Tres narracions per a infants
- 1965 - Sebastià Sorribas, por El zoo d'en Pitus
- 1966 - Maria Novell, por Les presoneres de Tabriz
- 1967 No convocado
- 1968 - Josep Vallverdú, por Rovelló
- 1969 - Joaquim Carbó, por I tu, què hi fas aquí?
- 1970 - Josep Vallverdú, por En Roc drapaire
- 1971 No convocado
- 1972 - Maria Lluïsa Solà i Llopis, por Anna
- 1973 - Anna Murià, por El maravellós viatge de Nico Huehuetl a través de Mèxic
- 1974 No convocado
- 1975 - Gabriel Janer Manila, por El rei Gaspar
- 1976 - Mercè Canela, por L'escarabat verd
- 1977 - Oriol Vergés, por La ciutat sense muralles
- 1978 - Empar de Lanuza, por El savi rei boig i altres contes[1]
- 1979 - Joan Barceló i Cullerés, por Que comenci la festa!
- 1980 - Joles Sennell, por En Pantacràs i Xinxolaina
- 1981 - Miquel Obiols, por Habitants de Bubo-Bubo
- 1982 - Teresa Duran, por Joanot de Rocacorba (1431-1482)
- 1983 - M. Àngels Gardella, por En Gilbert i les línies
- 1984 No convocado
- 1985 - Joaquim Saura i Falomir, por Quan els bongós sonaven
- 1986 - Maite Carranza, por La revolta dels lactants
- 1987 - Miquel Rayó i Ferrer, por Les ales roges
- 1988 - Daniel Palomeras i Casadejús, por El secret del comte
- 1989 - Maria Àngels Bogunyà, por La ruta prohibida
- 1990 No convocado
- 1991 - Josep Gregori, por Tereseta la bruixeta
- 1992 - Enric Bayé, por Quin patarrabum!
- 1993 - Salvador Comelles, por El Mar dels Naufragis
- 1994 Desierto
- 1995 - Antoni García Llorca, por Ull d'ocell
- 1996 - Dolors Garcia i Cornellà, por Contes a una cama trencada[2]
- 1997 - Jaume Cela i Ollé, por Quin parell!
- 1998 - Xavier Bertran, por Es busca portera
- 1999 - Josep Francesc Delgado i Hermínia Mas, por Ulldevellut
- 2000 - Dolors Garcia i Cornellà, por La nit de les dues-centes mil llunes[2]
- 2001 - Maria Jesús Bolta, por Animals[3]
- 2002 Desierto
- 2003 - Antoni García Llorca, por Història d'un cap tallat
- 2004 - Mercè Anguera, por La història d'en Robert
- 2005 - Francesc Gisbert i Muñoz, por La meva família i altres monstres
- 2006 - Àngel Burgas, por El club de la cistella
- 2007 - Lluís Hernàndez i Sonali, por Certificat C99+
- 2008 Desierto
- 2009 - Carles Sala, por Cornelius i el rebost dels impossibles
- 2010 - David Nel·lo, por Ludwig i Frank
- 2011 - Jordi Folck, por Llibre d'encanteris de la vella Taràndula[4]
- 2012 - Josep Lluís Badal, por Les aventures de Jan Plata[5]
- 2013 - Rubén Montañá, por La nena de l'arbre[6]
- 2014 - Lluís Prats Martínez, por Hachiko. El que esperava[7]
- 2015 - Francesc Puigpelat, por La nena que es va convertir en mòbil[8]
- 2016 - Oriol Canosa, por l'Illa de Paidonèsia
- 2017 Desierto
- 2018 - Núria Franquet por La Liang dins del quadre[9]
- 2019 - Lluís Prats per Estimat monstre[10]
- 2020 - Tina Vallès por Els pòstits del senyor Nohisoc